# 松本真未子
松本 真未子（まつもと まみこ、1997年10月9日 - ）は、千葉県松戸市出身の女子サッカー選手。ドイツ・レギオナルリーガの1.FSVマインツ05所属。ポジションはゴールキーパー。

## 経歴

### ユース
浦和レッズレディースの下部組織出身で、2014年のFIFA U-17女子ワールドカップでは大会最優秀GKに選ばれた。

### シニア
2016年に木﨑あおい、遠藤優、塩越柚歩とともにトップチームに昇格。同時に筑波大学体育専門学群に入学する（同期に鴨川実歩、1年後輩に南萌華、長野風花）。浦和では池田咲紀子の牙城を崩せず、主にカップ戦要員で、在籍5年間でわずか9試合の出場に終わった。
2020年、マイナビベガルタ仙台レディースに移籍。当初は齊藤彩佳の控えに甘んじたが、シーズン後半から定位置を奪取した。
2023年1月、第8節の日テレ・東京ヴェルディベレーザ戦で25本のシュートを浴びながらもPKを止めるなど完封に貢献した。
2024年6月20日、マイナビ仙台レディースを退団、同年7月10日、ドイツ3部リーグ・レギオナルリーガ南西地区に所属する1.FSVマインツ05へ加入することが発表された。

## 所属クラブ
- 松戸フットボールクラブU12
- 浦和レッズレディースジュニアユース
- 浦和レッズレディースユース（松戸市立松戸高等学校）[2]
  - 2015年 浦和レッズレディース（2種登録）
- 2016年 - 2019年 浦和レッズレディース
- 2020年 - 2024年 マイナビベガルタ仙台レディース / マイナビ仙台レディース
- 2024年 - 現在 1.FSVマインツ05（英語版）

## 個人成績

### クラブ
| 国内大会個人成績 | 国内大会個人成績               | 国内大会個人成績 | 国内大会個人成績     | 国内大会個人成績             | 国内大会個人成績 | 国内大会個人成績 | 国内大会個人成績 | 国内大会個人成績 | 国内大会個人成績 | 国内大会個人成績 | 国内大会個人成績 |
| 年度             | クラブ                         | 背番号           | リーグ               | リーグ戦                     | リーグ戦         | リーグ杯         | リーグ杯         | オープン杯       | オープン杯       | 期間通算         | 期間通算         |
| 年度             | クラブ                         | 背番号           | リーグ               | 出場                         | 得点             | 出場             | 得点             | 出場             | 得点             | 出場             | 得点             |
| 日本             | 日本                           | 日本             | 日本                 | リーグ戦                     | リーグ戦         | リーグ杯         | リーグ杯         | 皇后杯           | 皇后杯           | 期間通算         | 期間通算         |
| ---------------- | ------------------------------ | ---------------- | -------------------- | ---------------------------- | ---------------- | ---------------- | ---------------- | ---------------- | ---------------- | ---------------- | ---------------- |
| 2015             | 浦和レッズ・レディース         | 21               | なでしこ1部          | 0                            | 0                | 0                | 0                | 0                | 0                | 0                | 0                |
| 2016             | 浦和レッズ・レディース         | 21               | なでしこ1部          | 0                            | 0                | 0                | 0                | 0                | 0                | 0                | 0                |
| 2017             | 浦和レッズ・レディース         | 21               | なでしこ1部          | 1                            | 0                | 4                | 0                | 0                | 0                | 5                | 0                |
| 2018             | 浦和レッズ・レディース         | 21               | なでしこ1部          | 6                            | 0                | 5                | 0                | 0                | 0                | 11               | 0                |
| 2019             | 浦和レッズ・レディース         | 21               | なでしこ1部          | 2                            | 0                | 9                | 0                | 0                | 0                | 11               | 0                |
| 2020             | マイナビベガルタ仙台レディース | 16               | なでしこ1部          | 6                            | 0                | -                | -                | 0                | 0                | 6                | 0                |
| 2021-22          | マイナビ仙台レディース         | 16               | WE                   | 19                           | 0                | -                | -                | 1                | 0                | 20               | 0                |
| 2022-23          | マイナビ仙台レディース         | 16               | WE                   | 19                           | 0                | 3                | 0                | 0                | 0                | 22               | 0                |
| 2023-24          | マイナビ仙台レディース         | 16               | WE                   | 20                           | 0                | 4                | 0                | 2                | 0                | 26               | 0                |
| 日本             | 日本                           | 日本             | 日本                 | リーグ戦                     | リーグ戦         | リーグ杯         | リーグ杯         | 皇后杯           | 皇后杯           | 期間通算         | 期間通算         |
| 2024-25          | 1.FSVマインツ05                |                  | レギオナルリーガ南西 |                              |                  |                  |                  |                  |                  |                  |                  |
| 通算             | 日本                           | 日本             | 1部                  | 73                           | 0                | 25               | 0                | 3                | 0                | 101              | 0                |
| 通算             | ドイツ                         | ドイツ           | 3部                  | \|\|\|\|\|\|\|\|\|\|\|\|\|\| |                  |                  |                  |                  |                  |                  |                  |
| 総通算           | 総通算                         | 総通算           | 総通算               | 73                           | 0                | 25               | 0                | 3                | 0                | 101              | 0                |

- 2015年は2種登録

- 日本女子サッカーリーグ
  - 初出場 - 2017年5月7日 なでしこリーグ1部 第7節 ちふれASエルフェン埼玉戦 (浦和駒場スタジアム)

- WEリーグ
  - 初出場 - 2021年9月12日 第1節 ノジマステラ神奈川相模原戦 (ユアテックスタジアム仙台)[10]

### 代表
- 2013年 U-16日本女子代表
- 2014年 U-17日本女子代表
- 2015年 U-19日本女子代表
- 2016年 U-20日本女子代表
- 2017年 なでしこジャパン日本女子代表

## タイトル

### 代表
- U-17日本女子代表
  - FIFA U-17女子ワールドカップ: 優勝 (2014)
- U-20日本女子代表
  - FIFA U-20女子ワールドカップ: 3位 (2016)
- 日本女子代表(なでしこジャパン)
  - 2023年アジア競技大会[注釈 1]